# Sidodadi (Sekincau)
Sidodadi is een bestuurslaag in het regentschap Lampung Barat van de provincie Lampung, Indonesië. Sidodadi telt 1608 inwoners (volkstelling 2010).